# هاکون دوم نروژ
هاکون دوم نروژ (انگلیسی: Haakon II of Norway؛ ۱۱۴۷ – ۷ ژوئیه ۱۱۶۲) یک پادشاه نروژ اهل نروژ بود.